# Bohumír Bradáč
Bohumír Bradáč, křtěný Bohumil (31. května 1881 Židovice – 20. října 1935 tamtéž), byl český a československý politik, meziválečný poslanec Národního shromáždění za Republikánskou stranu zemědělského a malorolnického lidu (agrárníky) a ministr československých vlád.

## Život

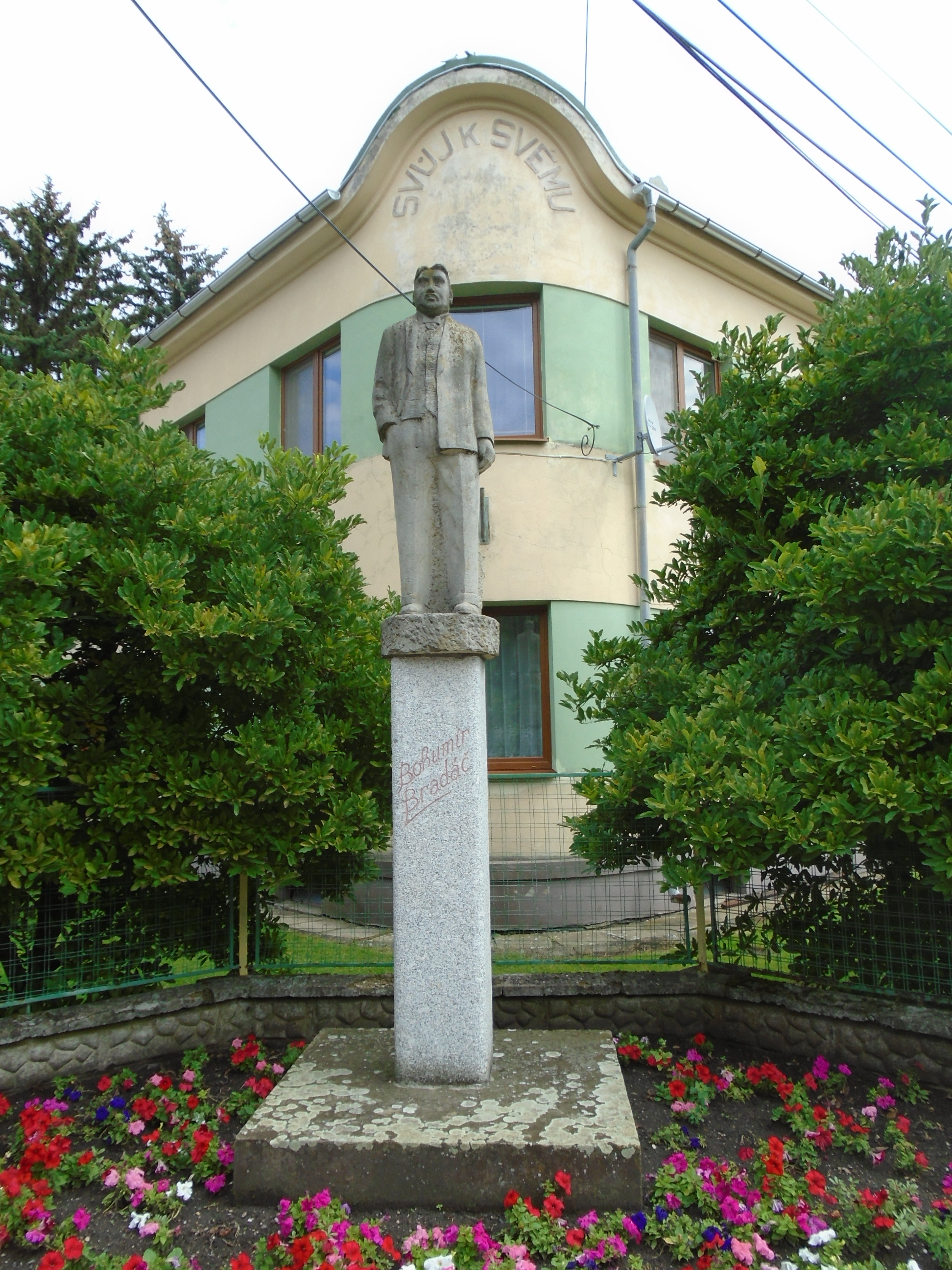
Socha B. Bradáče v obci Sloveč

Pocházel z Židovic na Jičínsku, kde měl statek. Věnoval se agrární politice. Byl vedoucím funkcionářem Republikánské strany zemědělského a malorolnického lidu. Politicky aktivní byl již za Rakouska-Uherska. Ve volbách do Říšské rady roku 1911 se stal poslancem Říšské rady (celostátní parlament), kam byl zvolen za okrsek Čechy 40. Usedl do poslanecké frakce Klub českých agrárníků. Ve vídeňském parlamentu setrval do zániku monarchie.
V letech 1918–1920 zasedal v československém Revolučním národním shromáždění. V parlamentních volbách v roce 1920 získal poslanecké křeslo v Národním shromáždění. Mandát v parlamentních volbách v roce 1925 obhájil a do parlamentu se dostal i po parlamentních volbách v roce 1929 a opět po parlamentních volbách v roce 1935. Poslanecký post si podržel do své smrti roku 1935. Několik posledních měsíců života vykonával funkci předsedy Poslanecké sněmovny Národního shromáždění.
Zastával i vládní posty. V období let 1929 až 1932 byl ministrem zemědělství v druhé vládě Františka Udržala. Po pádu a demisi této vlády byl novým předsedou vlády Janem Malypetrem jmenován do jeho vlády (první vláda Jana Malypetra, druhá vláda Jana Malypetra) na post ministra národní obrany. V této funkci setrval do května 1935, kdy vláda podala demisi. V květnu 1935 také obdržel čestné občanství města Hořic, neboť se značně zasloužil o povolení a stavbu tamní invalidovny a podporoval i její další rozšíření. Zemřel ve svých 54 letech v říjnu 1935. Pochován je na starém hřbitově v obci Chroustov.
Jeho starší bratr Josef (1873–1930) byl vicepresidentem krajského soudu v Plzni.